# フランソワ・ナルディ
フランソワ・ナルディ（François Nardi、1861年12月7日 - 1936年11月28日）はイタリア人を両親に持つフランスの画家である。港や海洋の風景を描いた。

## 略歴
ニースで生まれた。両親はイタリア、トスカーナのカンピ・ビゼンツィオからの移民で帽子製造の仕事をしていた。絵を描くのが好きで、郊外で写生をしていた時に、プロヴァンス地方の風景を描いて、知られていた画家のフレデリク・モンテナールと知り合い、パリに出て、絵を学ぶことを勧められた。
1887年に26歳で、パリの私立の美術学校、アカデミー・ジュリアンに入学し、トニ・ロベール＝フルーリーに学び、2年後、美術学校の展覧会で1等を受賞し、作品はフランス芸術家協会のパリの展覧会に出展された。1890年にトゥーロンの港の軍の艦隊を描いた作品がフランス政府に買い上げられ、プロの画家としてのキャリアが始まった。その後の10年間は、シカゴ万国博覧会など国際的な展覧会にも招待された。
オーストラリアの画家、E・フィリップス・フォックスやアメリカのE・アービング・クーゼ、イタリアのウンベルト・ヴェルーダなど外国からの学生を支援し、フレデリク・モンテナールに頼まれて、ブラジルのから留学してきた画家のジョヴァンニ・バッティスタ・カスタニェートに海洋画を教えた。
1899年に結婚するが、間もなく、両親と最初の子供を同じ年に亡くした。1907年にも5歳になった娘を伝染病で亡くした。1909年には脳梗塞で、半身に麻痺が残り、戸外での活動に困難をきたすことになった。トゥーロンに移り、数人の学生に絵を教えることは続けたものの、展覧会の出展などからは引退した。70歳になった1931年に友人たちの勧めでパリのフランス芸術家協会の展覧会に参加したが、すでに忘れられた存在になっていた。
1936年にトゥーロンで亡くなった。トゥーロンの小学校の名前にナルディの名がつけられた。

## 作品

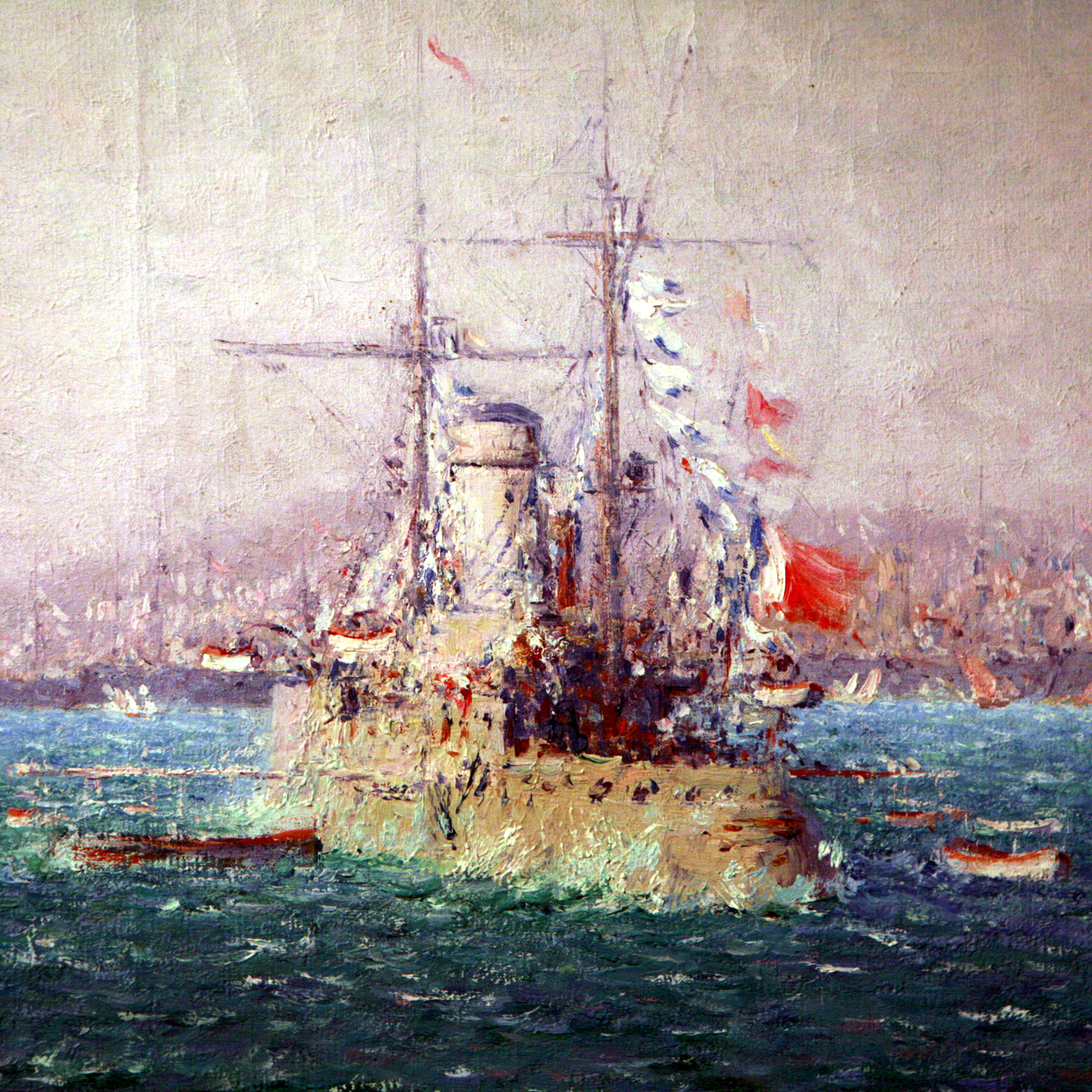
Squadron in Toulon road, mistral effect,(1895)
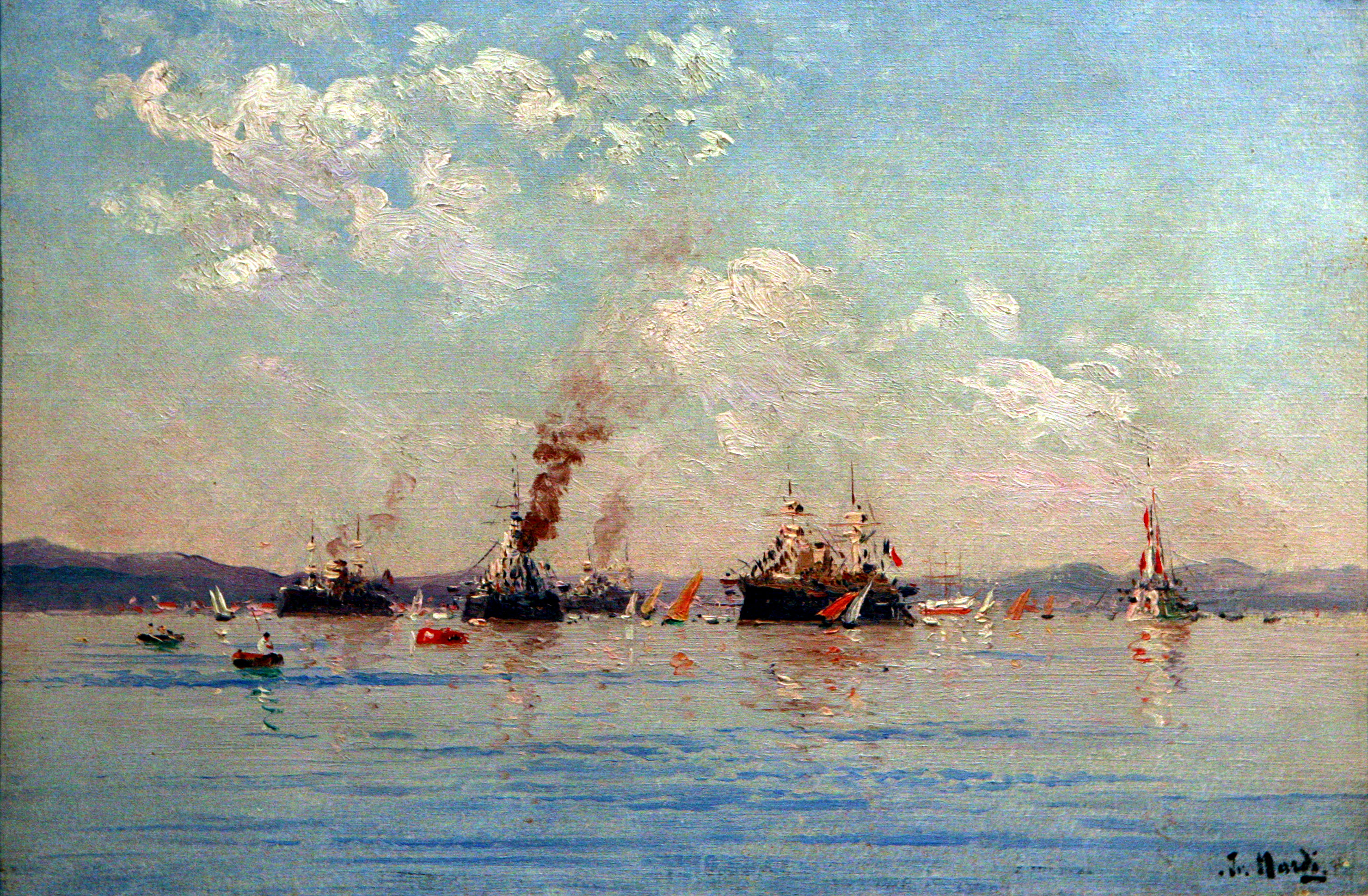
Squadron in Toulon road, fog effect(1895)
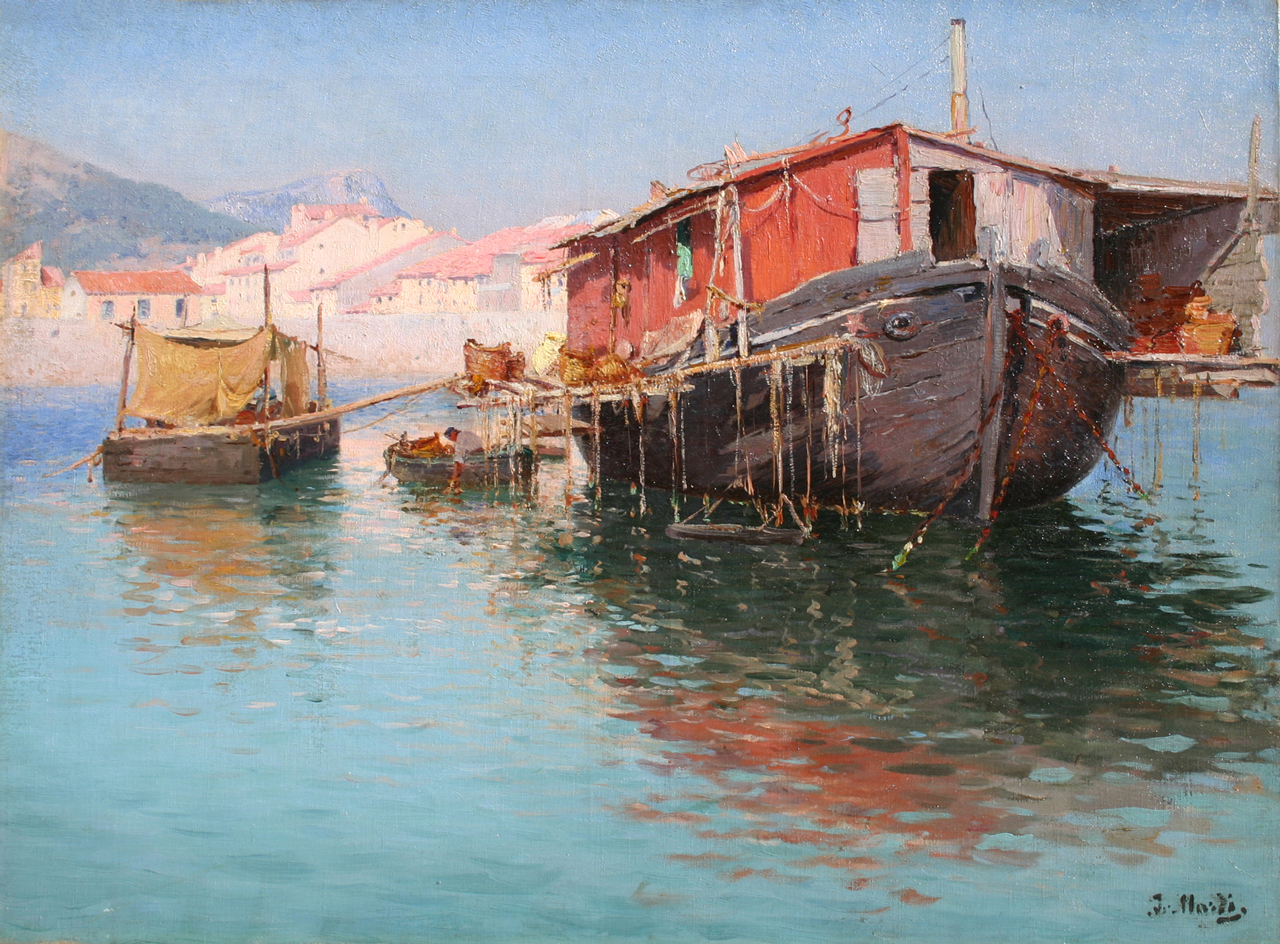
トゥーロン港のムール貝の養殖所
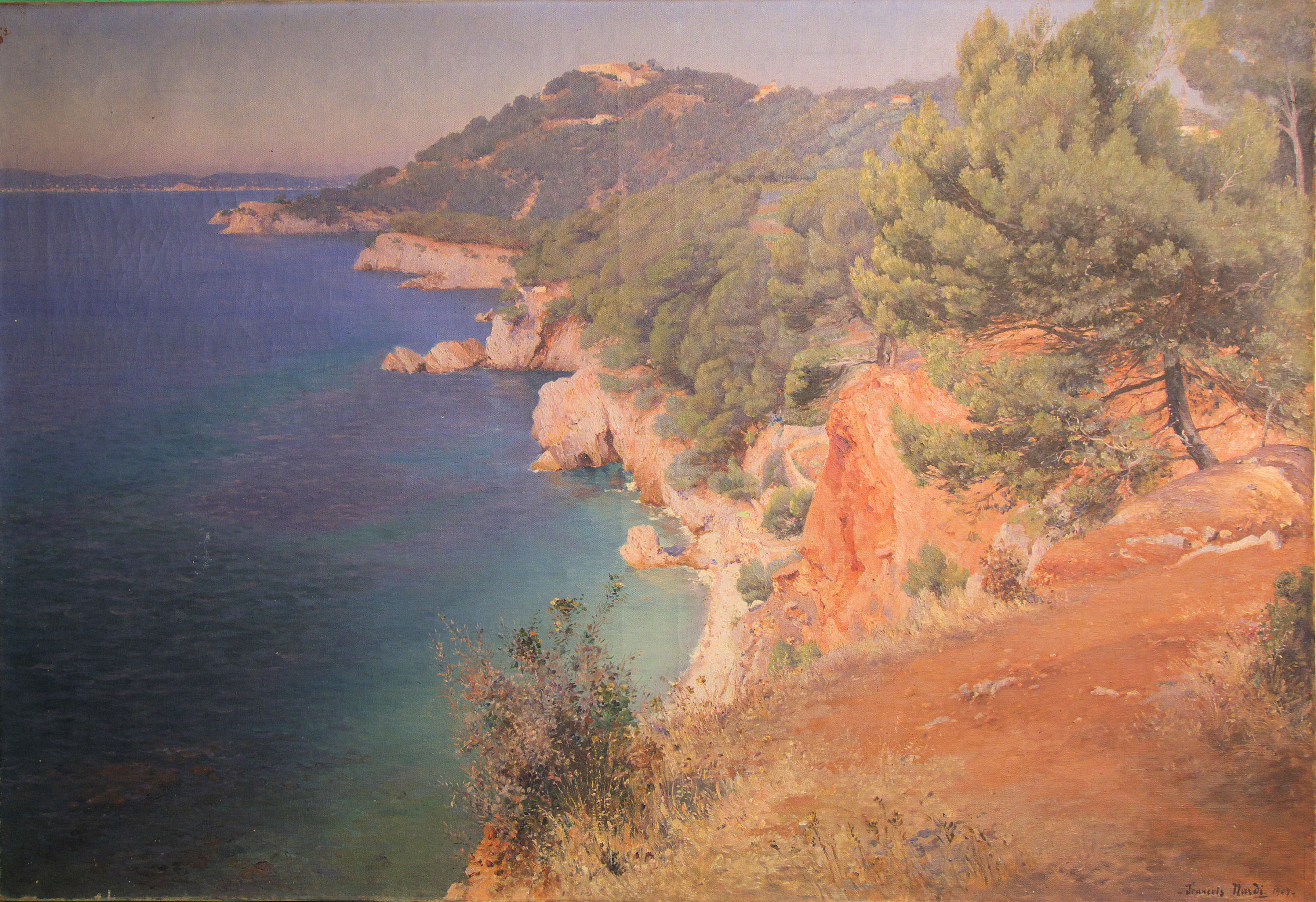
ｔトゥーロンのブルン岬の風景
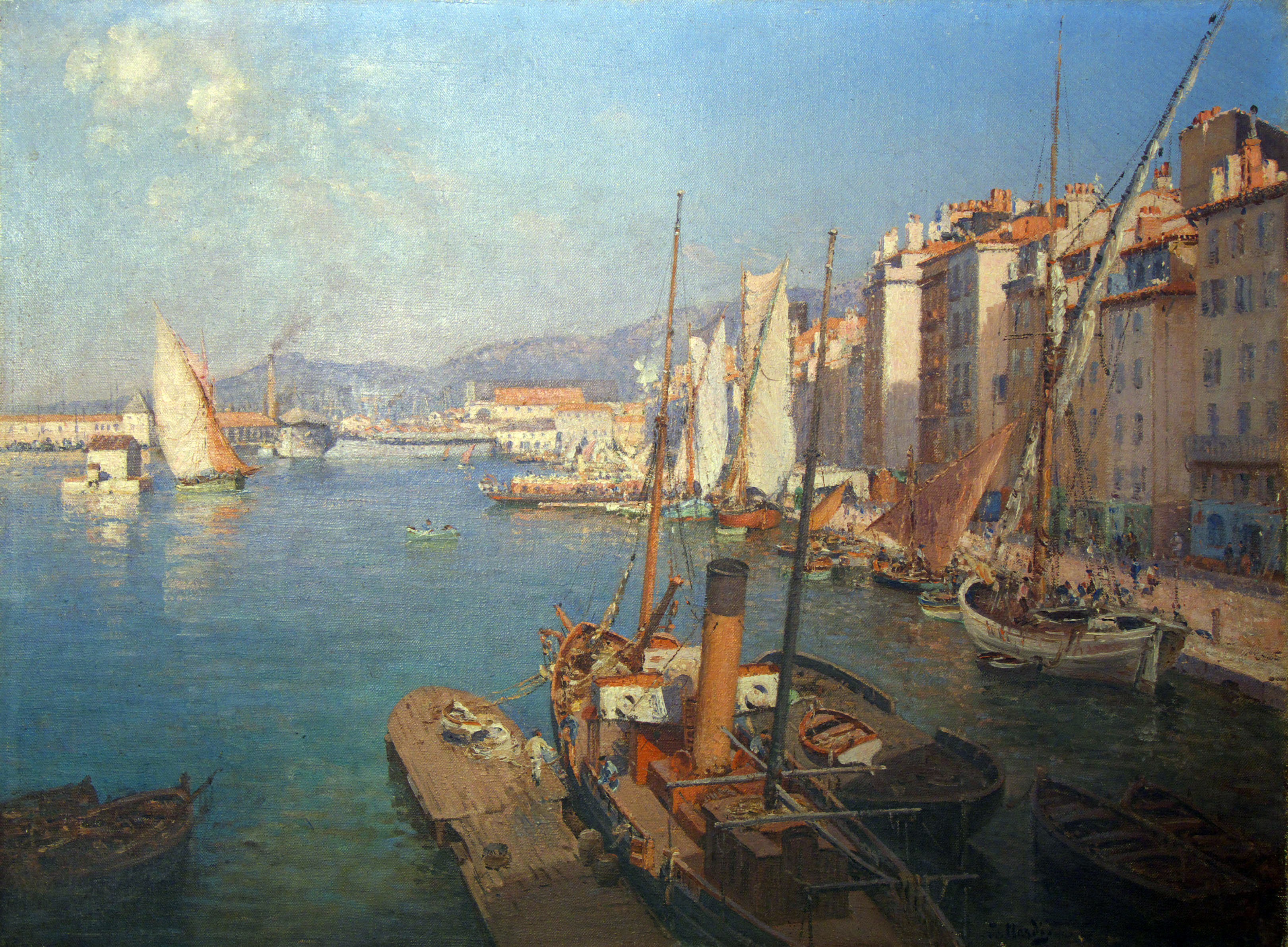
早朝のトゥーロン港
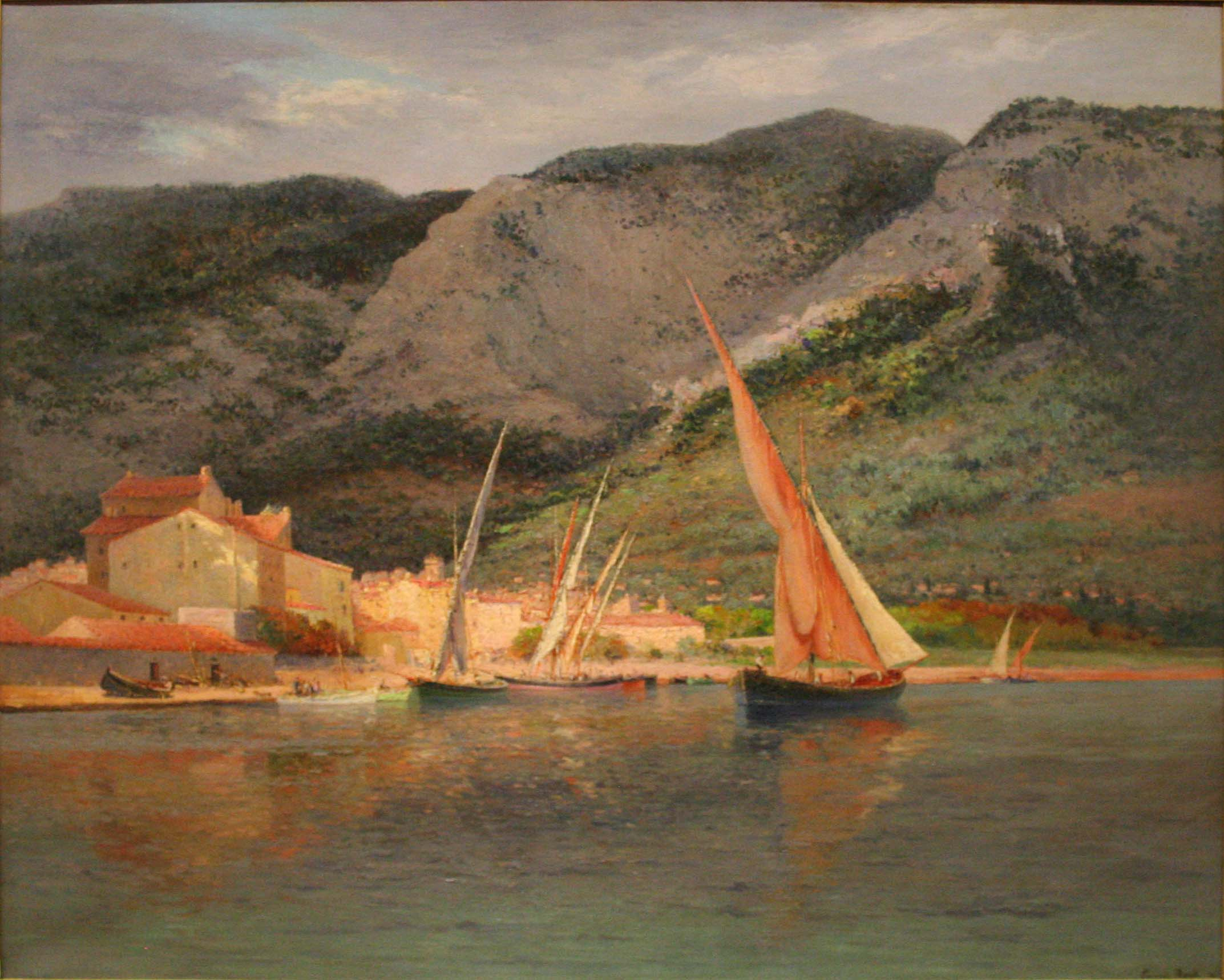
曇りの日のトゥーロンの風景

## 関連図書
- Jean-Baptiste Nardi and Brigitte Gaillard, François Nardi et les paysagistes provençaux: entre tradition et modernité, Ville de Toulon, 2011 ISBN 2-905076-79-8
- Raymond Nardi, "François Fabié et François Nardi", in Bulletin des Amis de la Vieille Valette, #3, Winter 1980.
- "François Nardi, peintre des eaux profondes", in Revue Marseille, #119, Fourth Quarter 1979.
- "François Nardi et son époque", in Bulletin des Amis du Vieux Toulon et de sa Région 1977